# Darwinia (jeu vidéo)
Pour les articles homonymes, voir Darwinia.
Darwinia est le second jeu vidéo développé par Introversion Software, les créateurs de Uplink. Il s'agit d'un jeu de stratégie en temps réel et d'un jeu d'action similaire à Cannon Fodder, avec des graphismes inspirés des machines d'arcade et informatiques des années 1980.
Le graphisme, en 3D à gros polygones texturés en aplats de couleur ou en dégradés est très stylisé et évoque l'esthétique du film Tron de Steven Lisberger ou du jeu vidéo Rez.

## Univers
Darwinia se déroule dans un monde virtuel, nommé Darwinia, conçu par le Dr Sepulveda, envahi par un virus. Votre tâche est de le détruire pour sauver le monde de Darwinia. Les habitants de ce monde sont les Darwiniens, des petits bonshommes verts pixelisés. Ils sont indépendants et ne reçoivent d'ordres que des officiers.

## Accueil

### Critique
- Jeuxvideo.com : 16/20[1]

### Récompenses
Le jeu a reçu trois trophées lors de l'Independent Games Festival 2006 : le Grand prix Seumas-McNally, le Prix de l'innovation en Arts visuels et le Prix de l'Excellence technique.

## Postérité
Multiwinia est une version orientée multijoueur sortie en 2008. Une compilation intitulée Darwinia+ intègre cette seconde version.